# Parque nacional Garig Gunak Barlu
El Parque Nacional Garig Gunak Barlu es un parque nacional en el Territorio del Norte (Australia), ubicado a 216 km al noreste de Darwin. Fue creado como la unión de los antiguos parques nacionales de Gurig y Cobourg (parque marino).